# Équipe du Salvador de beach soccer
L'équipe du Salvador de beach soccer est une sélection qui réunit les meilleurs joueurs salvadoriens dans cette discipline. Elle a la particularité d'être formée principalement de pêcheur de la baie de Jiquilisco.

## Histoire
Les origines de cette prometteuse équipe centraméricaine remontent à un groupe de pêcheurs locaux, tombés amoureux du ballon rond. Depuis, les Salvadoriens ont parcouru un long chemin. Les Cuscatlecos ont d’abord engrangé une précieuse expérience lors des Coupe du monde 2008 et 2009, avant d'exploser véritablement en 2011 à Ravenne, où après avoir sidéré les grandes nations en atteignant les demi-finales, le Salvador a décroché une incroyable 4e place.
Emmenés par Francisco Velásquez, élu Ballon de Bronze et Soulier de Bronze adidas de l’édition 2011, les Salvadoriens ne partent pas favoris face au Mexique dans le tournoi qualificatif de la zone CONCACAF. Ce statut d'outsider ne les empêchent pas de prendre le meilleur sur les Tricolores à l'issue d’une demi-finale mémorable. En finale, ils s'inclinent d’un but à l’issue de la prolongation, face aux États-Unis en pleine renaissance.

## Palmarès
- Coupe du monde
  - 4e place en 2011

- Championnat CONCACAF (1)
  - Vainqueur en 2009, 2021 et 2025
  - Finaliste en 2008, 2011 et 2013

### Parcours en compétition
Coupe du monde
- 2008 : 1er tour
- 2009 : 1er tour
- 2011 : 4e
- 2013 : Quart-de-finale
- 2021 : 1er tour
- 2025 : 1er tour

Championnat CONCACAF
- 2006 : Non participante
- 2008 :  2e
- 2009 :  Champion
- 2010 :  2e
- 2013 :  2e
- 2015 :  3e
- 2019 :  3e
- 2019 :  3e
- 2021 :  Champion
- 2023 :  3e
- 2025 :  Champion

## Personnalités

### Anciens joueurs
- Jose Membreno (2008)
- Saul Blanco (2008)

### Effectif actuel
Effectif à la Coupe du monde 2013 :
| N° | Nom                 | Poste      |
| -- | ------------------- | ---------- |
| 1  | Herbert Ramos       | Gardien    |
| 2  | Wilber Alvarado     | Défenseur  |
| 3  | Jose Batres         | Pivot      |
| 4  | Tomás Hernández     | Ailier     |
| 5  | José Membreño       | Pivot      |
| 6  | Elias Ramírez       | Défenseur  |
| 7  | Walter Torres       | Pivot      |
| 8  | Elmer Robles        | Ailier     |
| 9  | Abraham Henriquez   | Pivot      |
| 10 | Agustín Ruiz        | Pivot      |
| 11 | Francisco Velásquez | Pivot      |
| 12 | José Portillo       | Gardien    |
|    | Rudis González      | Entraineur |

### Encadrement
- Sélectionneur : Rudis Mauricio González Gallo
- Assistant technique : Carlos Humberto Vargas